# Ivan Nevistić
Ivan Nevistić, né le 31 juillet 1998 à Đakovo en Croatie, est un footballeur croate qui évolue au poste de gardien de but au Dinamo Zagreb.

## Biographie

### En club
Né à Đakovo en Croatie, Ivan Nevistić est formé par le NK Osijek avant de rejoindre le HNK Rijeka. Considéré comme l'un des gardiens les plus prometteurs du pays, il signe son premier contrat professionnel alors qu'il n'a pas encore 17 ans, le 24 juin 2015.
Il est prêté pour la saison 2017-2018 dans le championnat de Croatie de deuxième division, au NK Varaždin, où il réalise une saison pleine. Le 7 août 2018, il prolonge son contrat de quatre ans avec le HNK Rijeka, avant d'être prêté au club slovène du NŠ Mura.
En février 2019, il est à nouveau prêté au NK Varaždin, cette fois pour une saison et demie. Il participe à la montée du club en première division croate, et fait sa première apparition dans l'élite le 20 juillet 2019, lors de la première journée de la saison 2019-2020, face à son club formateur, le HNK Rijeka (défait 2-1 de Varaždin). Titulaire indiscutable durant la saison, prenant part à tous les matchs de son équipe, Nevistić contribue au maintien de son équipe en première division, en s'imposant comme l'un des meilleurs gardiens du championnat.
À son retour de prêt, Ivan Nevistić s'impose comme un titulaire lors de la saison 2020-2021, profitant du départ d'Ivor Pandur, titulaire jusqu'ici, pour garder les cages du HNK Rijeka. 
Il devient Champion de Croatie en 2023 avec le Dinamo Zagreb, le club étant sacré pour la 24e fois de son histoire,.

### En sélection
Avec les moins de 17 ans, il participe au championnat d'Europe des moins de 17 ans en 2015. Lors de cette compétition organisée en Bulgarie, il ne joue qu'une seule rencontre, face à l'Espagne, où il parvient à ne pas encaisser de buts. La Croatie se classe cinquième du tournoi. Il participe quelques mois plus tard à la Coupe du monde des moins de 17 ans qui se déroule au Chili. Lors du mondial junior, il doit se contenter du banc des remplaçants. La Croatie s'incline en quart de finale face au Mali.
Par la suite, avec les moins de 19 ans, il dispute le championnat d'Europe des moins de 19 ans en 2016. Lors de ce tournoi organisé en Allemagne, il ne joue qu'une seule rencontre, face à l'Angleterre, où il encaisse deux buts. Avec un bilan catastrophique de trois défaites en trois matchs, la Croatie ne dépasse pas le premier tour du tournoi.
Le 11 octobre 2019, il joue son premier match avec les espoirs, en amical contre la Hongrie (victoire 1-4). Il est retenu avec cette sélection pour disputer le championnat d'Europe espoirs en 2021.

## Palmarès
Dinamo Zagreb
- Championnat de Croatie (1) :
  - Champion : 2023.